# Janik-Kolonia
Janik-Kolonia – kolonia w Polsce położona w województwie świętokrzyskim, w powiecie ostrowieckim, w gminie Kunów.
W latach 1975–1998 miejscowość administracyjnie należała do województwa kieleckiego.